# Givrand
Givrand is een gemeente in het Franse departement Vendée (regio Pays de la Loire) en telt 1309 inwoners (1999). De plaats maakt deel uit van het arrondissement Les Sables-d'Olonne.

## Geografie
De oppervlakte van Givrand bedraagt 11,8 km², de bevolkingsdichtheid is 110,9 inwoners per km².
De onderstaande kaart toont de ligging van Givrand met de belangrijkste infrastructuur en aangrenzende gemeenten.

## Demografie
Onderstaande figuur toont het verloop van het inwonertal (bron: INSEE-tellingen).

1. ↑  Populations de référence 2022.